# Songbook (album de Kenny Garrett)
Albums de Kenny Garrett
Pursuance: The Music of John Coltrane
(1996) Simply Said
(1999)
Songbook est un album du saxophoniste de jazz Kenny Garrett paru en 1997. C'est le premier album de Kenny Garrett qui ne contiennent que ses propres compositions ,.

## Titres
Toute la musique est composée par Kenny Garrett.
| No  | Titre                           | Durée |
| --- | ------------------------------- | ----- |
| 1.  | 2 Down & 1 Across               | 5:16  |
| 2.  | November 15                     | 7:38  |
| 3.  | Wooden Steps                    | 6:07  |
| 4.  | Sing a Song of Song             | 7:22  |
| 5.  | Brother Hubbard                 | 6:34  |
| 6.  | Ms. Baja                        | 5:54  |
| 7.  | The House That Nat Built        | 4:25  |
| 8.  | She Waits for the New Sun       | 6:22  |
| 9.  | Before It's Time to Say Goodbye | 5:17  |
| 10. | Sounds of the Flying Pygmies    | 4:40  |

## Musiciens
- Kenny Garrett - saxophone alto
- Kenny Kirkland - piano
- Nat Reeves - contrebasse
- Jeff "Tain" Watts - batterie